# Pokrowskoje (Kaliningrad, Jantarny)
Pokrowskoje (russisch Покровское, deutsch Sorgenau) ist ein Ort in der russischen Oblast Kaliningrad im Stadtkreis Jantarny.

## Geographische Lage
Pokrowskoje liegt 38 Kilometer nordwestlich der Stadt Kaliningrad (Königsberg) und zwei Kilometer südlich von Jantarny (Palmnicken) an einer Nebenstraße, die Russkoje (Germau) an der Regionalstraße 27A-013 (ex A192) mit Jantarny verbindet (Kommunalstraßen 27K-367 und 27K-063). Zu Zeiten der Sowjetunion war die Bahnstation Prokowskoje-Nowoje Start- und Zielpunkt von Zügen von und nach Kaliningrad auf der Bahnstrecke Kaliningrad–Selenogradsk–Primorsk, die in diesem Bereich nicht mehr  betrieben wird.

## Geschichte
Das bis 1946 Sorgenau genannte Dorf wurde 1874 in den neu errichteten Amtsbezirk Palmnicken (heute russisch: Jantarny) eingegliedert, der bis 1945 bestand und zum Landkreis Fischhausen, von 1939 bis 1945 zum Landkreis Samland im Regierungsbezirk Königsberg der preußischen Provinz Ostpreußen gehörte. Am 1. April 1939 verlor Sorgenau seine Eigenständigkeit und wurde  zusammen mit dem Nachbarort Lesnicken (russisch: Rakuschino, nicht mehr existent) nach Palmnicken eingemeindet.
In Kriegsfolge kam Sorgenau 1945 mit dem nördlichen Ostpreußen zur Sowjetunion. Im Jahr 1947 erhielt der Ort die russische Bezeichnung Pokrowskoje und wurde gleichzeitig dem Dorfsowjet Jantarski selski Sowet im Rajon Primorsk zugeordnet. Später wurde der Ort vom Siedlungssowjet von Jantarny verwaltet. Seit 2004 gehört Pokrowskoje zum Stadtkreis Jantarny.

### Einwohnerentwicklung
| Jahr | Einwohner |
| ---- | --------- |
| 1910 | 556       |
| 1933 | 562       |
| 1939 | 659       |
| 2002 | 481       |
| 2010 | 579       |

## Kirche
Mehrheitlich waren die Einwohner Sorgenaus vor 1945 evangelischer Konfession. Der Ort war bis 1906 in das Kirchspiel der Pfarrkirche in Germau (heute russisch: Russkoje) eingegliedert, danach gehörte es zur Kirche Jantarny im Kirchenkreis Fischhausen (Primorsk) in der Kirchenprovinz Ostpreußen der Kirche der Altpreußischen Union. Heute liegt Prokowskoje im Einzugsbereich der evangelisch-lutherischen Auferstehungskirche in Kaliningrad (Königsberg) in der Propstei Kaliningrad der Evangelisch-lutherischen Kirche Europäisches Russland.

## Persönlichkeiten
- Martin Bergau (1928–2020), deutscher Zeitzeuge und Schriftsteller